# TOA (企業)
TOA株式会社（ティーオーエー、英文社名：TOA Corporation）は、兵庫県神戸市中央区港島中町7丁目2番1号（ポートアイランド）に本社を置く、業務用の音響機器とセキュリティ機器の専門メーカー。みどり会の会員企業であり三和グループに属する。
音響機器はPA/SR/拡声などの設備音響、セキュリティ機器は監視カメラなどの映像機器を中心とした防犯装備を製造する。またこれらの音響・映像コンテンツの制作は子会社の株式会社ジーベック（英文社名：XEBEC CORPORATION）が行っている。本項では株式会社ジーベックについても記述する。

## 概要
1934年（昭和9年）設立。社名「TOA」は旧社名「東亞特殊電機株式会社」時代のブランド名「トーア」に由来する。「TOA」は同社の登録商標である。
1954年、拡声器として知られる「電気メガホン」を世界で初めて開発した企業である。その後、選挙活動用の車載型アンプで事業の基礎を築く。「機器ではなく音を買っていただく」を企業哲学とし、音の入り口のマイクロフォンから、音の出口のスピーカーまでを取り揃え、公共空間における施設全体の放送設備を手がけている。現在の日本の空港施設の放送設備においては、シェアが90%を超えていると謳っている。1962年には、巨大なホーンスピーカーを用いて「どこまで音が届くか？」という実験を行なった。1968年、メディカルエレクトロニクス部門を東亞医用電子株式会社（現：シスメックス株式会社）として分社した。
製造する業務用音響機器の代表的なものとして、鉄道駅の案内放送や学校の校内放送など、公共空間で使用される拡声放送機器がある。そのほか、火災時などに使用される非常用放送設備やホール音響などの業務用オーディオ、議会場や裁判所などで使用される議場用システムを製造する。一方、業務用の映像機器では、監視カメラや記録装置を中心としたセキュリティの分野に使用される映像機器を製造している。
また、神戸ルミナリエの協賛企業の一員として、TOAが音響設備を供給し、子会社のジーベックが音楽を制作している。

## 沿革
- 1934年（昭和9年）中谷常太郎が東亞特殊電機製作所として創業。
- 1947年（昭和22年）日本初のパーマネント・レフレックス・トランペットスピーカー (TS-202H) を開発。
- 1949年（昭和24年）東亞特殊電機株式会社を設立。
- 1954年（昭和29年）世界初の電気メガホン（EM-202）を開発。
- 1957年（昭和32年）日本初のトランジスターメガホン（ER-57）を開発。
- 1963年（昭和38年）日本初の自動血球計数器ミクロセルカウンター（CC-1001）を開発。
- 1962年（昭和37年）大出力PA試験開発。
- 1968年（昭和43年）子会社として、東亞医用電子株式会社（現：シスメックス）を設立。
- 1969年（昭和44年）非常用放送設備を開発。
- 1977年（昭和52年）大阪証券取引所市場第二部に新規上場。
- 1988年（昭和63年）デジタルシグナルプロセッサー「SAORI」を開発。
- 1989年（平成元年）
  - 現社名「TOA株式会社（登記名ティーオーエー）」に商号変更。
  - 4月14日 子会社として株式会社ジーベックを設立[1]。
- 1990年（平成2年）
  - ツアーリングスピーカー「Z-DRIVE SYSTEM」を開発。
  - フルデジタルミキシングシステム「ix-9000」を開発。
- 1994年（平成6年）世界初のディーゼルエンジン排気消音システムの実用化に成功。
- 1995年（平成7年）「メセナ大賞'95」の大賞を受賞。
- 1996年（平成8年）東京証券取引所市場第二部に上場。
- 1997年（平成9年）東京証券取引所市場第一部、大阪証券取引所市場第一部に上場。
- 2002年（平成14年）ネットワークPAシステム「Packet Audio」（NX-100）を開発。
- 2006年（平成18年）日本初のハイインピーダンス対応デジタル方式「マルチチャンネルパワーアンプ」を開発。
- 2012年（平成24年）登記上の商号もTOA株式会社に変更。

## 主な製品
- 監視カメラ
- モニターテレビ
- 非常用放送設備
- 業務用放送設備
- ワイヤレスシステム
- ポータブルアンプ
- アンプ
- マイクロフォン
- メガホン
- スピーカー - 消音スピーカー
- 音響調整機器
- インターカムシステム
- 会議用システム
- 議場用システム

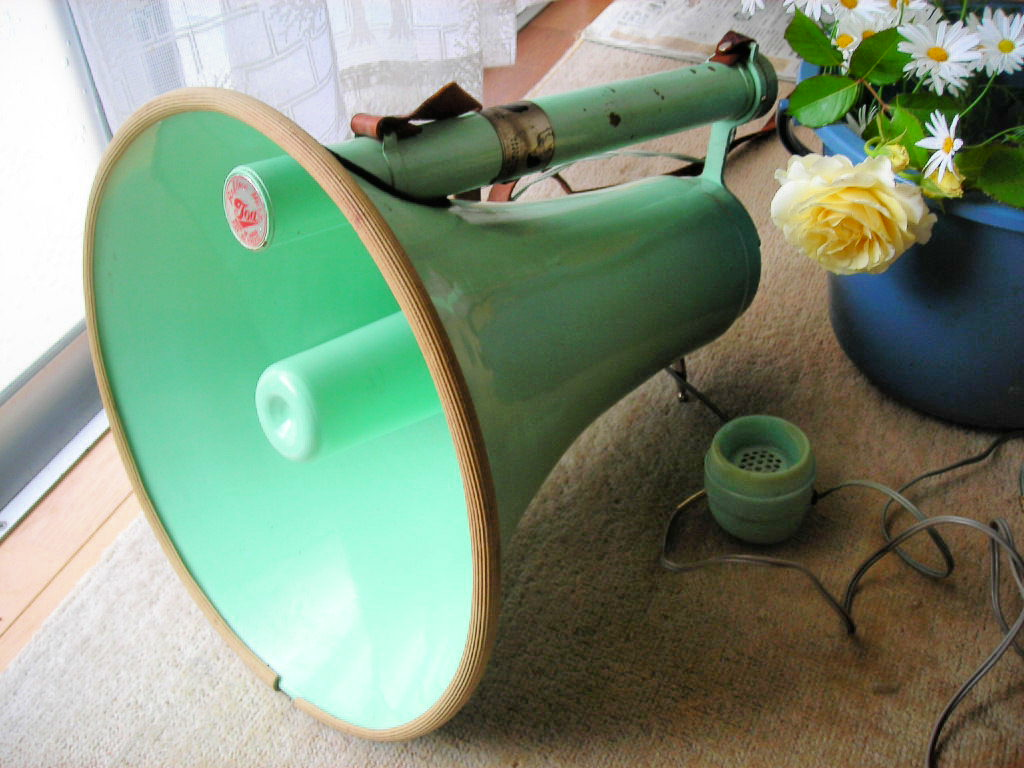
世界初の電気メガホン、EM-202

- BGM再生装置（フィデリパックプレーヤー）
- ミキシング・コンソール
- メロディクス装置
- 防災無線用スピーカー
- ホーンアレイスピーカー

## 株式会社ジーベック
本社はTOA本社ビルに入居する。TOA子会社の放送・音響・映像コンテンツ制作会社として1989年4月14日に設立された。「ジーベック」の社名は、16世紀から19世紀の地中海で使われた小型の快速帆船「ジーベック」に由来し、会社のロゴマークも3本のマストを立てた青い帆船の下に「XEBEC」の文字が記されたものである。

### ジーベックホール
TOA本社ビル1階にコンサートホール「ジーベックホール (XEBEC HALL) 」を有し、同社がホールの運営も行う。「ジーベックホール (XEBEC HALL) 」には、メインとなる大ホール「ジーベックホール」、小ホール「ジーベックスタジオ」、録音などに利用できる「ジーベックブース」がある。
またホール内のカフェとして、ホール奥のTOA本社ビル1階に「ジーベックカフェ」が併設され、コーヒーなどのソフトドリンクやパスタなどの軽食を提供していた。ホール観客だけでなくカフェのみの利用も可能であったが、2021年8月31日をもって閉店した。
TOA本社ビルの最寄り駅は神戸新交通ポートアイランド線（ポートライナー）中埠頭駅であるが、同駅には「ジーベックホール前」の副駅名が付されている。